# Thomas G. Corcoran
Pour les articles homonymes, voir Corcoran.
Thomas Gardiner Corcoran dit Tommy the Cork, né le 29 décembre 1900 à Pawtucket, Rhode Island aux USA, est un avocat, New Dealer et conseiller de Franklin Roosevelt de 1934 à 1940.
Diplômé de Harvard, il commence sa carrière en tant que clerc auprès d'Olivier Wendell Holmes de 1926 à 1927, puis devient avocat jusqu'en 1932 avant de rentrer à la Finance Corporation à Washington. En 1934, il  devient proche conseiller de Roosevelt et participera à la rédaction de lois et de discours pour Franklin. D. Roosevelt  et jouera un rôle influent au sein du Congrès américain et de la Cour suprême durant la période du New Deal.
Après son départ de l'administration Roosevelt en 1940, Il redevient avocat et plus particulièrement lobbyiste, profitant ainsi de ses liens politique pour faire des affaires avec notamment de grosses entreprises de construction dans les chantiers navals, de fabrique d'armes et des entreprises pharmaceutiques. Sa carrière de Lobbyiste lui valut d'être nommé « le premier lobbyiste moderne ».

## Situation personnelle

### Origines
Thomas Gardiner Corcoran est né le 29 décembre 1900 à Pawtucket, Rhode Island. Il est le fils de Thomas Patrick Corcoran, avocat, dit « Patrick » (1871-1959) et de Mary O'Keefe dite « Joséphine » (1873-1935).
Thomas Corcoran a eu deux frères :  David et Howard. Sa famille est d'origine irlandaise.
Son père, Thomas Patrick Corcoran est d'origine irlandaise. Il a émigré de Tipperary après la guerre civile. Il est également un grand avocat et a, à ce titre, communiqué sa passion pour le droit à son fils. Il a été un membre du parti démocrate élu aux législatives de Rhodes Island mais a échoué aux élections municipales de Pawtucket.
Sa mère Mary O'Keefe connue sous le nom de Joséphine Corcoran (1873-1935) est issue d'une famille irlandaise et républicaine ayant émigré de la côte du comté de Cork en 1800.

### Vie familiale
Corcoran s'est marié avec Margaret Dowd dite « Peggy » en 1940femme avec laquelle il aura 5 enfants dont Thomas G. Corcoran Jr, Margaret J. Corcoran. Il a également une petite fille prénommée Sarah Corcoran.
Thomas Gardiner Corcoran Junior a suivi les traces de son père en allant à l'Brown, puis d'Harvard (1967). Il fondera ensuite le grand cabinet juridique « Berliner, Corcoran & Rowe » à Washington.
Sa fille, Margaret J. Corcoran a aussi été diplômée de l'université Harvard (1965) et est devenue assistante de Hugo Black à la Cour suprême. Elle fut d'ailleurs la seconde assistante féminine à la Cour Suprême aux USA.
Sa petite fille, Sarah Corcoran, a, elle aussi, étudié à l'université de Californie du Sud et y a obtenu son MBA : elle est aujourd'hui journaliste juridique et publie dans The National Courts Monitor.

### Étude et formation
Entré à l'Université de Brown en 1918, il en sort licencié en anglais et diplômé d'un Master en littératures classiques en 1922 Durant cette période, il fut vice délégué de classe et a obtenu son diplôme comme major de sa promotion universitaire.
Il entra ensuite à la faculté de droit de Harvard après s'être vu refusé une bourse d'études à l'université du Rhode Islandet devient l'élève de Felix Frankfurter, également futur conseiller de Franklin D. Roosevelt, qui recommandera Corcoran à ce dernier. Durant son parcours universitaire, il aura l'honneur d'être récompensé en remportant le prix Sears (décerné à l'étudiant de 3e année le plus brillant). C'est dans cette même faculté qu'il obtient son doctorat en sciences juridiques en 1926.

## Carrière professionnelle

### Carrière juridique
Désormais docteur en sciences juridiques, il devient l'assistant d'Oliver Wendell Holmes à la Cour suprême (1926-1927). Il se lance ensuite dans une carrière d'avocat au sein d'un cabinet new-yorkais « Colton & Franklin » sur Wall Street où il pratique le droit des sociétés (spécialisé dans réorganisation d'entreprise et l'émission de nouvelles actions). Au début des années 30, il devient l'assistant spécial du procureur général, poste qu'il quittera pour rejoindre la Finance Corporation à Washington en 1932 Il reprendra plus tard sa carrière juridique en tant qu'avocat à partir de 1941.

### Parcours politique
En 1932, Thomas Gardiner Corcoran est nommé conseiller de la nouvelle Reconstruction Finance Corporation à Washington par le président de l'époque, Herbert Hoover. Deux ans plus tard, après l'élection de Franklin D. Roosevelt, il est présenté au Président par son ancien professeur, Felix Frankfurter, et devient conseiller à la trésorerie dans un premier temps, puis véritable conseiller de l'ombre du président Franklin D. Roosevelt.
Il n'a jamais occupé de poste ministériel mais fut conseiller au sein de l'administration Roosevelt et membre du « Brain Trust » (proches conseillers de Roosevelt). C'est d'ailleurs cette place qui fera de lui un acteur éminent du New Deal.

### Carrière de Lobbyiste
Thomas Corcoran était un lobbyiste influent et a eu énormément de clients, dont Henry J. Kaiser, les frères Brown ou encore ses puissantes relations avec le président Johnson. Il est passé de New Dealer à Wheeler Dealer.
Le premier client était Henry J. Kaiser, un riche homme d'affaires de Californie. Lors de la reconstruction de la société à la suite du krach boursier de 1929, Corcoran avait fourni à Kaiser des contrats gouvernementaux lucratifs. Dans les années qui suivent, Corcoran a également présenté Kaiser à William S. Knudsen (important dirigeant de l'industrie automobile et navale durant la seconde guerre mondiale) afin de lui procurer des contrats de construction dans des chantiers navals.
Un autre client important était l'entreprise de construction de Houston, Brown&Root, appartenant à George R. Brown et Herman Brown, principaux financiers de la campagne politique du 36e Président des USA, Lyndon B. Johnson. Grâce à Corcoran, ces hommes ont pu, eux aussi, faire la rencontre de Knudsen et être conseillés au mieux pour la création d'une compagnie navale : la Brown Shipbuilding Company. Cette compagnie a pris un essor considérable, projet assez ambitieux quand l'on songe au fait qu'aucun des deux frères n'avaient jamais construit un seul navire auparavant.
Ensuite, Corcoran a développé une relation assez étroite avec le Président Johnson. En effet, Corcoran le conseillera énormément, notamment en ce qui concerne la création d'un projet d'électrification des zones rurales.
Il a rencontré quelques ennuis en tant que lobbyiste.
Dans son travail avec la China Defense Supplies (travail consistant en la fourniture d'armes aux autorités chinoises), il a été dit que Corcoran avait dirigé une opération officieuse dans laquelle une société privée détournait une partie du matériel de guerre destiné à la Chine vers une armée américaine privée.
Il a également subit de grandes pressions en raison du travail qu'il a effectué pour Sterling Pharmaceutical, dans laquelle son frère travaillait. Il a en effet été révélé que Sterling Pharmaceutical a eu des liens avec l'entreprise IG Farben, grande société allemande spécialisée dans la fabrication d'aspirines fondée en 1925 et ayant adhéré à la politique nazie. Le FBI a découvert que les deux entreprises avaient ainsi formé un « cartel de l'aspirine » et employé des sympathisants nazis. Par chance pour Corcoran, le nouveau procureur général désigné par Roosevelt en 1941 et ami de Corcoran, Francis B. Biddle a accepté une offre de règlement de la part de Sterling dans laquelle la société paiera une amende et s'engagera à abroger tous les contrats avec la société IG Farben, société qui sera dissoute lors du démantèlement du régime nazi.

## Carrière politique

### Courant de pensée défendu
Né d'un père démocrate et d'une mère de conviction républicaine, Thomas G. Corcoran a fait le choix d'adhérer au parti démocrate en rejoignant le Brain Trust de Roosevelt.
Cependant, proche du New Deal et acteur de ce dernier, Thomas G. Corcoran sera tout de même tiraillé par ses croyances catholiques irlandaises durant son expérience au sein du Brain Trust, qui auront pour conséquences de voir son idéologie politique basculer de la Gauche du New Deal à un anticommunisme, voir sympathisant du fascisme durant la période de la deuxième guerre mondiale.

### Contribution et relation durant le New Deal

#### Contributions législatives
Corcoran a contribué à la rédaction de nombreuses lois avec B.V. Cohen et J.Landis, notamment :
- La Securities Act  (loi pour la régulation des marchés primaires d'actions ; 1933). Il s'agit d'une loi concernant la régulation des marchés primaires d'actions, destinée à protéger les investisseurs, qui a été adoptée à la suite de Krach boursier de 1929, lors de la réorganisation de l'économie et de la société[13].
- La Securities Exchange Act (loi sur les marchés financiers secondaires ; 1934). Toujours dans un but de réorganisation économique de la société après la sombre période de 1929, a été adoptée, dans le prolongement du « Securities Act », le « Securities Exchange Act », la loi sur les marchés financiers secondaires destinée à prévenir de la fraude sur les marchés d'actions.
- La National Housing Act  (Loi sur le logement ; 1934). Cette loi sur le logement a été promulguée durant la seconde partie de la reconstruction des USA après le Krach boursier, durant la reconstruction sociale. Cette dernière visait à faciliter l'accès à l'emprunt immobilier. Elle a d'ailleurs créé à ce titre une agence : la Federal Housing Administration, apportant un financement adéquat pour le logement grâce à la fourniture de prêts immobiliers, d'assurances,… Cette loi, par l'intermédiaire de l'agence gouvernementale, a contribué à l'amélioration profonde des conditions de logement[14].
- La Public Utilities Holding Company Act (Loi sur les sociétés holding chargées d'un service public ; 1935). Il s'agit d'une loi fédérale américaine qui a donné à la Securities and Exchange Company le pouvoir de réglementer et de démanteler les sociétés holding frauduleuses.
- La Social Security Act (Loi sur la sécurité sociale). Dans la perspective de reconstruction sociale, c'est en 1935 qu'a également été adoptée la loi sur la sécurité sociale.  Celle loi visait à assurer le bien-être général en établissant un système fédéral de prestations sociales, essentiellement pour les personnes âgées, pour les infirmes , les enfants ainsi que les chômeurs. Cette loi avait pour but ultime de trouver des moyens afin d'augmenter les revenus de la population américaine[15].
- La Fair Labor Standards Act (Loi sur les normes du travail équitable ; 1938). Cette loi vise à protéger les travailleurs contre certaines pratiques salariales déloyales[16].

#### Contribution constitutionnelle
Thomas C. Corcoran et Benjamin Cohen, ont permis la mise en place d'un système informel permettant de combler les lacunes du système constitutionnel américain concernant le principe de la séparation des pouvoirs. En effet, ils transmettaient les messages des juges de la Cour suprême au Président Roosevelt et aux membres du Congrès. Cela aura permis la création d'un  lien vital entre les différents pouvoirs de l'État.
Le système plus formalisé de coopération des pouvoirs qui existe à l'heure actuelle repose sur le modèle inspiré par Corcoran et Cohen.

#### Discours rédigé
Corcoran a personnellement rédigé le discours de Roosevelt par lequel il accepte sa nouvelle nomination en tant que candidat démocrate en 1936 pour son second mandat. Ce discours sera d'ailleurs connu pour sa célèbre phrase « Rendez-vous avec le destin ».

### Relations avec certains personnages en période de New Deal

#### Benjamin Cohen
Thomas Corcoran et Benjamin Cohen ont tous deux été élèves de Frankfurter à l'Université d'Harvard. Ce dernier a, par la suite, présenté ces deux avocats à Roosevelt, ce qui fera d'eux des contributeurs du New Deal Ces derniers ont également rédigé des discours pour le Président Roosevelt.
Ils seront d'ailleurs appelés les Gold Dust Twins soit « les jumeaux - poussière d'or » mais encore les Felix's Happy Hot Dogs, compte tenu du fait qu'ils se soient rencontrés grâce au professeur Frankfurter.

#### Olivier W. Holmes
Corcoran fit la rencontre de Holmes en 1926.  Corcoran a été son assistant à la Cour suprême et a fait un stage auprès de lui. Holmes appréciait énormément la vigueur et la jeunesse de Corcoran qu'il appelait « Sonny » et encourageait toujours Corcoran à donner ses points de vue, même contraires aux siens.
Corcoran a éprouvé une grande colère contre le président Hoover, lorsqu'il manqua de nommer Holmes après la démission de Taft en tant que juge en chef de la Cour suprême.

#### Hugo Black
Corcoran s'est attribué le mérite d'avoir fait nommer Hugo Black (1937) et Felix Frankfurter (1939) à la Cour suprême Il a également joué un rôle important dans la défense de Black lorsqu'on a découvert que ce dernier faisait partie du Ku Klux Klan.
Lorsque Corcoran a fait l'objet d'une enquête pour trafic d'influence par le Sénat menée par Hugo Black c'est ce dernier qui l'a finalement innocenté de tout méfait
De plus, la fille de Corcoran, Margaret J. Corcoran, fut l'assistante de Hugo Black à la Cour suprême.

### Retrait de la vie politique
Les années 1939-40 marquent la fin de l'entente entre le président Roosevelt et Corcoran En effet, l'anticommunisme profond de Corcoran et son « catholicisme irlandais » l'entraîne à éprouver une sympathie pour le fascisme, ce qui s'avéra problématique en pleine période de guerre.
Roosevelt souhaitait soutenir le Gouvernement Républicain d'Espagne mais les aspirations catholiques de Corcoran l'en dissuadèrent.  En effet, l'Église catholique et le Vatican ne soutenaient plus la hiérarchie catholique en Espagne. L'aile américaine catholique, influente au Capitole dont faisait partie Corcoran, a fait en sorte que les USA ne s'immiscent pas dans la guerre civile espagnole. Thomas Corcoran a influencé Roosevelt en le menant vers une neutralité dans ce conflit. À cet égard, Thomas a travaillé efficacement pour maintenir un embargo sur toutes les armes américaines destiné à l'Espagne et ainsi faire en sorte que les USA soient neutres dans ce conflit. Cette neutralité a permis au fascisme de Franco de s'imposer en Espagne, ce qui mis en colère Roosevelt.
Thomas Corcoran agace également Roosevelt sur ses méthodes d'influence et ses joutes avec certains personnages puissant du Congrès. Corcoran commence à être vu comme un corrompu et ses ambitions personnelles dérangent les New dealers comme Norman M. Little, qui fait part du mécontentement qu'il a envers Corcoran à Anna Roosevelt (fille du président).
Les aspirations catholiques irlandaises de Corcoran l'amènent à défendre une politique isolationniste et de non-intervention durant la seconde guerre mondiale. Ses convictions catholique et anti-communiste l'empêchent de faire confiance aux Russes et ses racines irlandaises l'empêchent de sympathiser avec les Anglais, ce qui s'avéra être problématique dans le cadre de l'alliance des Alliés pour vaincre le fascisme allemand et italien. Roosevelt s'en rend compte et l'éloigne de son cercle restreint.
Début octobre 1940, Roosevelt demanda à Corcoran de démissionner de l'administration. Effectivement, Roosevelt voulait que celui-ci accomplisse une mission classée secrète et qu'il était donc « trop politiquement dangereux de la réaliser en servant dans son gouvernement ». Cette mission consistait à vendre secrètement des armes américaines en Chine, par le biais d'une société privée, afin de bloquer l'impérialisme japonais.
Éloigné de la Maison Blanche, Corcoran décide de faire fortune en tant que lobbyiste en pratiquant notamment la vente d'armes, en construisant des navires et en contractant avec des entreprises pharmaceutiques, ce qui l'éloigne définitivement de l'administration Roosevelt.

## Après le Brain trust

### Le premier lobbyiste moderne
Après avoir quitté la Maison-Blanche, Corcoran conserve une énorme influence dans l'administration, en partie grâce aux hauts responsables qui lui doivent leur poste. Corcoran s'est lancé dans le privé en tant qu'avocat avec l'ancien conseiller en chef de la Commission fédérale des communications (FCC), William J. Dempsey, que Corcoran avait installé à ce poste en 1938. Dempsey et Corcoran ont géré le rachat de la station de radio new-yorkaise WMCA pour l'ami de Corcoran, le sous-secrétaire au commerce Edward J. Noble. Cela a donné lieu à une enquête de la FCC et du Congrès.
Le travail de Corcoran réalisé après avoir quitté le service gouvernemental lui a valu d'être surnommé le premier des lobbyistes modernes.

### Enquête et mise sous écoute
Le téléphone de Thomas G. Corcoran a été placé sur écoute sous l'administration Truman. Il passait donc ses appels téléphoniques à partir de téléphones publics. En effet, Corcoran était considéré par le Président Truman comme un opposant : Thomas C. se serait opposé à la sélection de Truman comme colistier de Roosevelt en 1944.
C'est par un rapport du Senate Select Committee on Intelligence datant de 1976 et concernant l'espionnage national et autres abus des agences de renseignements qu'on identifiera Corcoran comme victime d'abus en matière d'écoutes téléphoniques. On ne nomme en réalité pas directement Corcoran dans ce rapport mais il est question « d'un ancien collaborateur de Roosevelt à la Maison-Blanche entre juin 1945 et mai 1948 ».
La mise sur écoute des conversations téléphoniques était contraire aux règles du ministère de la Justice concernant les écoutes réalisées sans mandat. En effet, le FBI n'a semble-t-il jamais obtenu d'approbation quelconque du procureur général de l'époque, Tom Clark, pour réaliser ces écoutes qui étaient alors illégales.
Les retranscriptions écrites des écoutes téléphoniques concernant Corcoran ont été archivées à la Bibliothèque Truman. Corcoran aurait organisé un dernier voyage afin d'y avoir accès mais il est décédé avant d'avoir pu lire ces retranscriptions.

### Mort
Thomas G. Corcoran décède à l'âge de 80 ans, le 6 décembre 1981 au centre hospitalier de Washington, aux États-Unis. La cause de sa mort est un caillot pulmonaire survenu à la suite d'une opération chirurgicale.